# Zdeněk Haník
Zdeněk Haník (* 22. ledna 1957 Rychnov nad Kněžnou) je bývalý český volejbalový reprezentant, trenér národních družstev Česka a Rakouska, od roku 2016 místopředseda Českého olympijského výboru.

## Život
Původním povoláním byl středoškolským učitelem českého jazyka a literatury a tělesné výchovy. Začínal jako učitel na základní škole v Nymburce (1983–1987), učil na brněnském matematickém gymnáziu třída Kapitána Jaroše (1988–1990). Působil jako vysokoškolský učitel na Fakultě tělesné kultury UP v Olomouci (2002–2010), Fakultě tělesné výchovy a sportu UK v Praze (2016–2017) a Fakultě sportovních studií MU v Brně (od 2019-2021).
Je autorem šesti publikací o volejbalu a řady časopiseckých článků. Tvůrce moderní české volejbalové metodiky a zakladatel úspěšného projektu „Minivolejbal v barvách“. Vystoupil na řadě odborných, vědeckých seminářů a publikoval v příslušných sbornících. V oblasti popularizace odbornosti působí jako člen redakční rady měsíčníku COACH a autor sloupků a fejetonů v magazínu Sport a týdeníku Reflex i jako autor a protagonista metodické části televizního volejbalového magazínu. Od roku 2021 vede podcast Přes Příkop. Publikuje videa na TikToku, kde k 27. lednu 2024 má 50 tisíc sledujících.
Jako hráč absolvoval 150 zápasů v reprezentaci ČSFR. Hráčská klubová působiště: Zbrojovka Brno, Lokomotiva Nymburk, VKP Bratislava, Dukla Trenčín, Donaukraft Wien a Tirol Innsbruck.
Vedl rakouské ligové kluby (Union Enns, Tirol Innsbruck) a rakouskou reprezentaci, s níž absolvoval ME 1999. S národním mužstvem České republiky zvítězil 2x v kvalifikaci na MS 2002 a 2010, obsadil 4. místo na ME 2001, absolvoval MS 2006 (13. místo). Získal mistrovský titul na Slovensku s družstvem VKP Bratislava (2004). Byl 3x vyhlášen trenérem roku: v Česku v letech 2002 a 2008, na Slovensku v roce 2004.
Předseda Českého volejbalového svazu (2010–2017), místopředseda Českého olympijského výboru (od roku 2016). Organizátor sportovních a společenských akcí, setkání osobností z různých oblastí života české společnosti. Spoluzakladatel Nadace Volejbalové akademie, která podporuje metodickou a publikační činnost.
Působil jako komentátor České televize při televizních přenosech z volejbalu. Je zakladatelem Unie profesionálních trenérů a iniciátorem vzniku České trenérské akademie v Českém olympijském výboru.